# Antiche unità di misura del circondario di Cremona

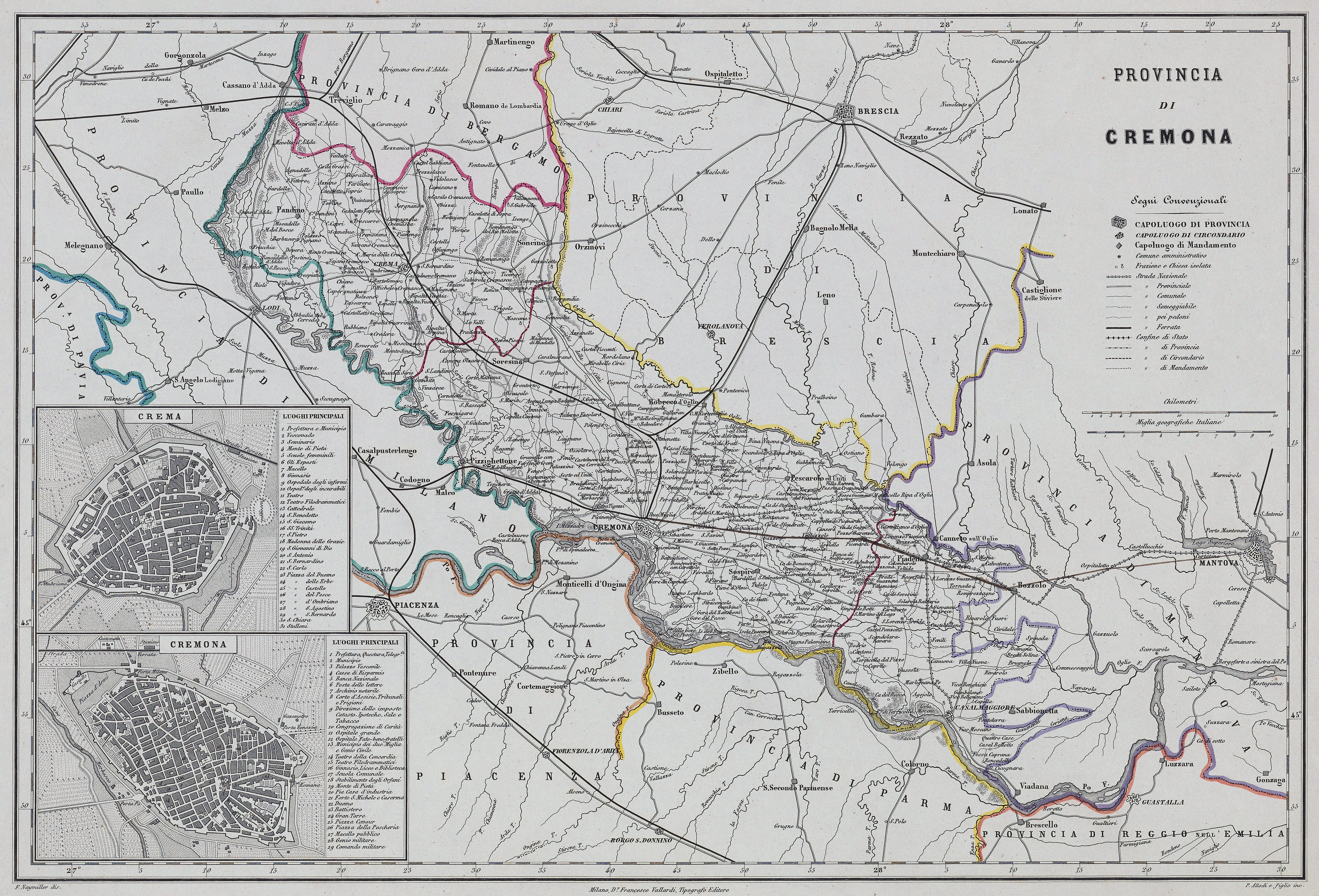
Mappa con indicazione dei confini del circondario di Cremona nel 1868 circa

Sono qui riportate le conversioni tra le antiche unità di misura in uso nel circondario di Cremona e il sistema metrico decimale, così come stabilite ufficialmente nel 1877.
Nonostante l'apparente precisione nelle tavole, in molti casi è necessario considerare che i campioni utilizzati (anche per le tavole di epoca napoleonica) erano di fattura approssimativa o discordanti tra loro.

## Misure di lunghezza
| Comuni                                | Denominazione                 | Valore   | Unità |
| ------------------------------------- | ----------------------------- | -------- | ----- |
| Tutti i comuni                        | Trabucco di Milano            | 2,611110 | m     |
| Tutti i comuni                        | Trabucco cremonese            | 2,901233 | m     |
| Tutti i comuni eccetto Isola Dovarese | Braccio da fabbrica cremonese | 0,483539 | m     |
| Tutti i comuni eccetto Isola Dovarese | Braccio milanese              | 0,594936 | m     |
| Isola Dovarese                        | Braccio                       | 0,637973 | m     |

Il trabucco milanese come il trabucco cremonese si dividono in 6 piedi, il piede in 12 once, l'oncia in 12 punti, il punto in 12 atomi.
Il braccio da fabbrica cremonese, il braccio milanese ed il braccio mantovano si dividono rispettivamente in 12 once, l'oncia in 12 punti, il punto in 12 atomi.

## Misure di superficie
| Comuni                                | Denominazione              | Valore   | Unità |
| ------------------------------------- | -------------------------- | -------- | ----- |
| Tutti i comuni                        | Pertica milanese           | 654,5179 | m²    |
| Tutti i comuni                        | Pertica cremonese          | 808,0469 | m²    |
| Tutti i comuni                        | Braccio d'asse cremonese   | 1,402859 | m²    |
| Tutti i comuni                        | Braccio d'asse milanese    | 1,415798 | m²    |
| Tutti i comuni eccetto Isola Dovarese | Braccio quadrato milanese  | 0,353949 | m²    |
| Tutti i comuni eccetto Isola Dovarese | Braccio quadrato cremonese | 0,233810 | m²    |
| Isola Dovarese                        | Braccio quadrato           | 0,407009 | m²    |

La pertica milanese, come la pertica cremonese, si divide in 24 tavole, la tavola, di quattro trabucchi quadrati, si divide in 12 piedi, il piede in 12 once, l'oncia in 12 punti, il punto in 12 atomi di tavola.
Il braccio quadrato milanese, il braccio quadrato cremonese ed il braccio quadrato d'Isola si dividono in 12 once, l'oncia in 12 punti, il punto in 12 atomi.

## Misure di volume
| Comuni                                | Denominazione          | Valore   | Unità |
| ------------------------------------- | ---------------------- | -------- | ----- |
| Tutti i comuni                        | Songa                  | 6105,032 | L     |
| Tutti i comuni eccetto Isola Dovarese | Braccio cubo milanese  | 210,577  | L     |
| Tutti i comuni eccetto Isola Dovarese | Braccio cubo cremonese | 113,056  | L     |
| Isola Dovarese                        | Braccio cubo           | 0,259661 | L     |

La songa è di 54 braccia cube cremonesi. È un parallelepipedo rettangolo di un trabucco in lunghezza, mezzo trabucco in larghezza ed in altezza. Si divide in 29 once.
Il braccio cubo milanese, il braccio cubo cremonese ed il braccio cubo d'Isola si dividono in 12 once, l'oncia in 12 punti, il punto in 12 atomi.

## Misure di capacità per gli aridi
| Comuni         | Denominazione   | Valore   | Unità |
| -------------- | --------------- | -------- | ----- |
| Tutti i comuni | Sacco cremonese | 106,9338 | L     |

Il sacco cremonese si divide in 3 staia, lo staio in 2 mine, la mina in 2 quartari, il quartaro in 3 coppelli.
Si usavano pure una soma di 5 staia, ed altra soma di 4 staia.

## Misure di capacità per i liquidi
| Comuni                                | Denominazione    | Valore  | Unità |
| ------------------------------------- | ---------------- | ------- | ----- |
| Tutti i comuni eccetto Isola Dovarese | Brenta cremonese | 47,4655 | L     |
| Isola Dovarese                        | Brenta           | 52,8264 | L     |

La brenta cremonese si divide in 75 boccali, il boccale in 2 mezzi.
La brenta di Isola Dovarese (uguale alla portata mantovana) si divide in 55 boccali.

## Pesi
| Comuni                                | Denominazione     | Valore  | Unità |
| ------------------------------------- | ----------------- | ------- | ----- |
| Tutti i comuni eccetto Isola Dovarese | Libbra di Cremona | 309,489 | g     |
| Isola Dovarese                        | Libbra di Mantova | 314,769 | g     |

La libbra cremonese si divide in 12 once, l'oncia in 24 denari, il denaro in 24 grani.
25 libbre fanno un rubbo, detto anche peso.
27 libbre fanno un peso, adoperato per il lino.
La libbra di Mantova si divide in 12 once, l'oncia in 24 denari, il denaro in 24 grani.
25 libbre fanno un peso.
La libbra di Cremona negli usi medicinali si divide in 12 once, l'oncia in 8 dramme, la dramma in 3 denari, il denaro in 24 grani.
La libbra di Mantova negli usi medicinali si divide in 12 once, l'oncia in 8 dramme, la dramma in 3 scrupoli, lo scrupolo in 20 grani.
Per i medicinali si usava pure la libbra medica di Vienna eguale a grammi 420,003.
I gioiellieri usavano il marco di zecca di Milano eguale a grammi 234,997.